# Charles Henry Niehaus

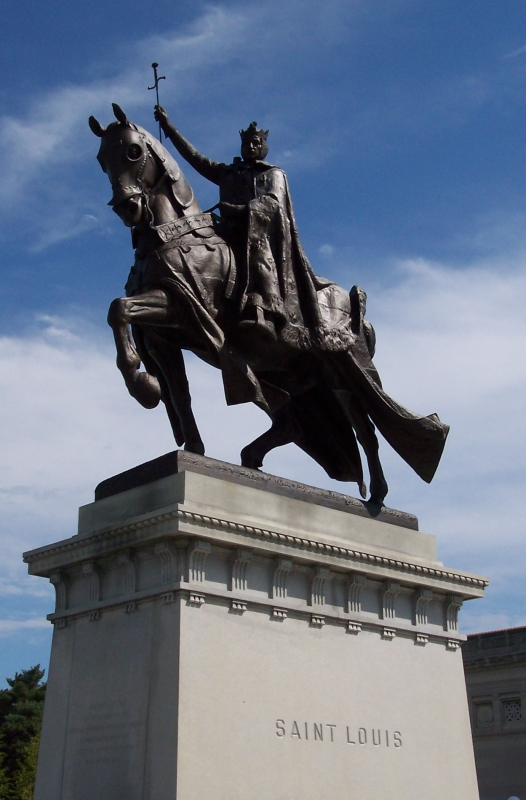
Apotheose van St. Louis in St. Louis (1906)

Charles Henry Niehaus (Cincinnati, 24 januari, 1855 - ?, 19 juni, 1935) was een Amerikaans beeldhouwer.
Niehaus volgde een opleiding aan de McMichen School of Design in Cincinnati en studeerde vervolgens aan de Kunstacademie in het Duitse München. In 1881 keerde hij terug naar Amerika waar hem werd gevraagd een beeld te maken ter herinnering aan de kort daarvoor vermoorde president James Garfield. 
In 1887 kreeg hij de opdracht voor een beeld van gouverneur William Allen dat werd geplaatst in de National Statuary Hall Collection. Van de 100 beelden in deze collectie, heeft Niehaus er 8 gemaakt (ten minste 5 meer dan overige beeldhouwers). Niehaus hield bij zijn werk vast aan de neoclassicistische stijl in tegenstelling tot collega's die meer richting de stijl van de beaux-arts trokken. Hij maakte standbeelden, ruiterstandbeelden en architecturaal werk voor veel Amerikaanse steden.

## Werken (selectie)
- The Scraper, Brookgreen Gardens, South Carolina,  1883
- President James Garfield, Cincinnati, Ohio, 1887
- Trenton Battle Monument, Trenton (New Jersey), 1891-1893
- Moses and Gibbons, voor de Library of Congress, Washington D.C. 1894
- Joel Barlow (ca. 1885), George Berkeley (ca. 1885), John Davenport (1889), Jonathan Edwards (1895), Thomas Hooker (1889) en John Trumbull (1895), Connecticut State Capitol in Hartford (Connecticut)
- Abraham Lincoln (1900), David Farragut (1900) en William McKinley (1902) voor het Hackley Park, Muskegon, Michigan
- Samuel Hahnemann Memorial, Scott Circle, Washington, D.C., 1900
- General Nathan Bedford Forrest, Forrest Park, Memphis, 1905
- William McKinley voor het McKinley Memorial Mausoleum, Canton (Ohio), 1907
- John Paul Jones, West Potomac Park, Washington, D.C.,  1912
- Francis Scott Key Monument (Orpheus), Fort McHenry National Monument, Baltimore, Maryland, 1922

- Gemeinsame Normdatei: 1079039406
- International Standard Name Identifier: 0000 0000 6705 3968
- Library of Congress Control Number: n96122885
- RKD-Nederlands Instituut voor Kunstgeschiedenis: 429304
- SNAC: w6np3q1w
- Union List of Artist Names: 500077611
- Virtual International Authority File: 31270824
- WorldCat: E39PBJm4TRMGmGGchKkDBJCYT3